# Fed Cup 2015 Zona Euro-Africana Gruppo I - Pool A
Il Pool A della Zona Euro-Africana Gruppo I nella Fed Cup 2015 è uno dei due pool (gironi) in cui è suddiviso il Gruppo I della zona Euro-Africana. Tre squadre si sono scontrate nel formato round robin. (vedi anche Pool B, Pool C, Pool D)
|   | Pool A         | Serbia (bandiera) | Ungheria (bandiera) | Austria (bandiera) |
| 1 | Serbia (2-0)   |                   | 2-1                 | 3-0                |
| 2 | Ungheria (1-1) | 1-2               |                     | 3-0                |
| 3 | Austria (0-2)  | 0-3               | 0-3                 |                    |

## Primo giorno
| Serbia 3 | SYMA Rendezvény és Kongresszusi Központ, Budapest, Ungheria 4 febbraio 2015 Cemento indoor | SYMA Rendezvény és Kongresszusi Központ, Budapest, Ungheria 4 febbraio 2015 Cemento indoor | Austria 0 |     |   |  |
| \| \| \| \| 1 \| 2 \| 3 \| \| \| - \| \| --------------------------------------------------------------------- \| --- \| --- \| - \| \| \| 1 \| \| Ivana Jorović Barbara Haas \| 6 3 \| 6 2 \| \| \| \| 2 \| \| Aleksandra Krunić Patricia Mayr-Achleitner \| 6 2 \| 6 2 \| \| \| \| 3 \| \| Ivana Jorović / Aleksandra Krunić Julia Grabher / Sandra Klemenschits \| 6 1 \| 6 3 \| \| \| |                                                                                            |                                                                                            |           |     |   |  |
| |                                                                                            |                                                                                            | 1         | 2   | 3 |  |
| 1 | Serbia (bandiera) · Austria (bandiera)                                                     | Ivana Jorović Barbara Haas                                                                 | 6 3       | 6 2 |   |  |
| 2 | Serbia (bandiera) · Austria (bandiera)                                                     | Aleksandra Krunić Patricia Mayr-Achleitner                                                 | 6 2       | 6 2 |   |  |
| 3 | Serbia (bandiera) · Austria (bandiera)                                                     | Ivana Jorović / Aleksandra Krunić Julia Grabher / Sandra Klemenschits                      | 6 1       | 6 3 |   |  |

## Secondo giorno
| Ungheria 1 | SYMA Rendezvény és Kongresszusi Központ, Budapest, Ungheria 5 febbraio 2015 Cemento indoor | SYMA Rendezvény és Kongresszusi Központ, Budapest, Ungheria 5 febbraio 2015 Cemento indoor | Serbia 2 |      |      |  |
| \| \| \| \| 1 \| 2 \| 3 \| \| \| - \| \| -------------------------------------------------------------- \| --- \| ---- \| ---- \| \| \| 1 \| \| Dalma Gálfi Ivana Jorović \| 1 6 \| 0 6 \| \| \| \| 2 \| \| Tímea Babos Aleksandra Krunić \| 6 7 \| 6 0 \| 65 7 \| \| \| 3 \| \| Tímea Babos / Réka-Luca Jani Ivana Jorović / Aleksandra Krunić \| 4 6 \| 7 62 \| 6 2 \| \| |                                                                                            |                                                                                            |          |      |      |  |
| |                                                                                            |                                                                                            | 1        | 2    | 3    |  |
| 1 | Ungheria (bandiera) · Serbia (bandiera)                                                    | Dalma Gálfi Ivana Jorović                                                                  | 1 6      | 0 6  |      |  |
| 2 | Ungheria (bandiera) · Serbia (bandiera)                                                    | Tímea Babos Aleksandra Krunić                                                              | 6 7      | 6 0  | 65 7 |  |
| 3 | Ungheria (bandiera) · Serbia (bandiera)                                                    | Tímea Babos / Réka-Luca Jani Ivana Jorović / Aleksandra Krunić                             | 4 6      | 7 62 | 6 2  |  |

## Terzo giorno
| Ungheria 3 | SYMA Rendezvény és Kongresszusi Központ, Budapest, Ungheria 6 febbraio 2015 Cemento indoor | SYMA Rendezvény és Kongresszusi Központ, Budapest, Ungheria 6 febbraio 2015 Cemento indoor | Austria 0 |     |   |        |
| \| \| \| \| 1 \| 2 \| 3 \| \| \| - \| \| ------------------------------------------------------------- \| ---- \| --- \| - \| ------ \| \| 1 \| \| Réka-Luca Jani Barbara Haas \| 7 5 \| 6 2 \| \| \| \| 2 \| \| Tímea Babos Patricia Mayr-Achleitner \| 1 0 \| \| \| ritiro \| \| 3 \| \| Tímea Babos / Anna Bondár Julia Grabher / Sandra Klemenschits \| 7 62 \| 6 2 \| \| \| |                                                                                            |                                                                                            |           |     |   |        |
| |                                                                                            |                                                                                            | 1         | 2   | 3 |        |
| 1 | Ungheria (bandiera) · Austria (bandiera)                                                   | Réka-Luca Jani Barbara Haas                                                                | 7 5       | 6 2 |   |        |
| 2 | Ungheria (bandiera) · Austria (bandiera)                                                   | Tímea Babos Patricia Mayr-Achleitner                                                       | 1 0       |     |   | ritiro |
| 3 | Ungheria (bandiera) · Austria (bandiera)                                                   | Tímea Babos / Anna Bondár Julia Grabher / Sandra Klemenschits                              | 7 62      | 6 2 |   |        |

## Verdetti
- Serbia ammessa agli spareggi contro la prima del Pool D per un posto agli spareggi per il Gruppo Mondiale II.
- Austria al playout per evitare la retrocessione contro l'ultima del Pool D.